# Определитель Кэли — Менгера
Определитель Кэли — Менгера позволяет выразить объём, {\displaystyle n}-мерного симплекса через квадраты его рёбер, что обобщает формулу Герона.
Он также используется в задаче определения можно ли данный набор расстояний между конечным числом точек реализовать в Евлидовом пространстве.
Назван в честь Артура Кэли и Карла Менгера.

## Определение
Пусть {\textstyle p_{0},p_{1},\ldots ,p_{n}} — точки в {\displaystyle k}-мерном евклидовом пространстве, с {\displaystyle k\geq n}.
Эти точки являются вершинами n-мерного симплекса: треугольника при {\displaystyle n=2}, тетраэдра при {\displaystyle n=3} и так далее. Пусть {\textstyle d_{ij}} — евклидовы расстояния между вершинами {\displaystyle p_{i}} и {\displaystyle p_{j}}.
n-мерный объем этого симплекса, обозначаемый символом {\displaystyle v_{n}}, может быть выражен через определитель  следующим образом:
{\displaystyle {\begin{aligned}v_{n}^{2}&={\frac {1}{(n!)^{2}2^{n}}}{\begin{vmatrix}2d_{01}^{2}&d_{01}^{2}+d_{02}^{2}-d_{12}^{2}&\cdots &d_{01}^{2}+d_{0n}^{2}-d_{1n}^{2}\\d_{01}^{2}+d_{02}^{2}-d_{12}^{2}&2d_{02}^{2}&\cdots &d_{02}^{2}+d_{0n}^{2}-d_{2n}^{2}\\\vdots &\vdots &\ddots &\vdots \\d_{01}^{2}+d_{0n}^{2}-d_{1n}^{2}&d_{02}^{2}+d_{0n}^{2}-d_{2n}^{2}&\cdots &2d_{0n}^{2}\end{vmatrix}}=\\[10pt]&={\frac {(-1)^{n+1}}{(n!)^{2}2^{n}}}{\begin{vmatrix}0&d_{01}^{2}&d_{02}^{2}&\cdots &d_{0n}^{2}&1\\d_{01}^{2}&0&d_{12}^{2}&\cdots &d_{1n}^{2}&1\\d_{02}^{2}&d_{12}^{2}&0&\cdots &d_{2n}^{2}&1\\\vdots &\vdots &\vdots &\ddots &\vdots &\vdots \\d_{0n}^{2}&d_{1n}^{2}&d_{2n}^{2}&\cdots &0&1\\1&1&1&\cdots &1&0\end{vmatrix}}.\end{aligned}}}
Значение первого определителя и называется определителем Кэли — Менгера.

## Свойства
- Для набора из трёх неотрицательных чисел  {\displaystyle d_{12},d_{13},d_{23}}, неотрицательность  определителя Кэли — Менгера эквиалента выполнению всех трёх неравенств треугольника
{\displaystyle {\begin{aligned}d_{12}+d_{13}&\geqslant d_{23},\\d_{12}+d_{23}&\geqslant d_{13},\\d_{13}+d_{23}&\geqslant d_{12}.\end{aligned}}}

- В случае с {\displaystyle n=2}, мы получаем формулу Герона
{\displaystyle {\begin{aligned}16\cdot S^{2}&={\begin{vmatrix}2a^{2}&a^{2}+b^{2}-c^{2}\\a^{2}+b^{2}-c^{2}&2b^{2}\end{vmatrix}}=\\[8pt]&=4a^{2}b^{2}-(a^{2}+b^{2}-c^{2})^{2}=\\[6pt]&=(a^{2}+b^{2}+c^{2})^{2}-2(a^{4}+b^{4}+c^{4})=\\[6pt]&=(a+b+c)(a+b-c)(a-b+c)(-a+b+c),\end{aligned}}}

где {\displaystyle S} обозначает площадь треугольника со сторонами {\displaystyle a}, {\displaystyle b} и {\displaystyle c}.
- При {\displaystyle n=2} определитель Кэли — Менгера является симметричным многочленом от {\displaystyle d_{ij}}. При {\displaystyle n>2} это уже не выполняется, но определитель остаётся инвариантным относительно перестановки вершин.

- Из равенства следует, что у любого набора точек евклидова пространства определеитель Кэли — Менгера неотрицателен.
  - Теорема Менгера характеризует метрики на коечном множестве точек {\displaystyle p_{0},p_{1},\dots ,p_{n}}, которые допускают изометрическое вложение в Евклидово пространсво. Для это небходимо и достаточно, чтобы определители Кэли — Менгера всех поднаборов были неотрицательны.